# 萊克維尤 (加利福尼亞州克恩縣)
萊克維尤（英語：Lakeview）是位於美國加利福尼亞州克恩縣的一個非建制地區。該地的面積和人口皆未知。

## 地理
萊克維尤的座標為35°05′41″N 119°06′34″W / 35.09472°N 119.10944°W，而該地的平均海拔高度為114米（即374英尺）。